# Pieris punctifera
Pieris punctifera is een vlinder uit de familie van de witjes (Pieridae). De wetenschappelijke naam van de soort is voor het eerst geldig gepubliceerd in 1939 door D'Almeida.